# ایستگاه کیکیو کاواساکی
کیکیو کاواساکی (به ژاپنی: 急川崎駅 Keikyū Kawasaki-eki) یک ایستگاه قطار در کاواساکی، کاناگاوا وابسته به شرکت راه‌آهن کیکیو است.